# Кюрит
Кюрит (рос. кюрит; англ. curite; нім. Curit m) — мінерал, водний оксид свинцю та урану.
Кюрит вперше був знайдений в провінції Катанга в Демократичній Республіці Конго і описаний в 1921 році Альфредом Шопе (1881—1966). Мінерал названий на честь фізиків і лауреатів Нобелівської премії П'єра Кюрі (1859—1906) та Марії Кюрі (1867—1934).

## Загальний опис
Хімічна формула: 
- 1. За К. Фреєм: 2PbOx5UO3х4H2O.
- 2. За Є. Лазаренко: 3PbOx8UO3х4H2O.

Містить (%): PbO — 21,32; UO3 — 74,22; H2O — 4.
Сингонія ромбічна. Твердість 4-5. Густина 7,2. Блиск алмазний. Сильно радіоактивний. Колір оранжево-червоний. Риса оранжева. Рідкісний. Зустрічається у вигляді псевдоморфоз за уранінітом, у вигляді продукту окиснення уранініту. Асоціює з торбернітом, содіїтом, фурмар'єритом, склодовськітом та ін. вторинними мінералами урану в Казоло (пров. Шаба, Заїр).